# Sverige i U17-Världsmästerskapet i fotboll för herrar 2013
Sveriges fotbollslandslag i U17-världsmästerskapet i fotboll 2013 i Förenade Arabemiraten presenterades av Roland Larsson den 23 september 2013. Världsmästerskapet var Sveriges första på U17-nivå, till vilket man kvalificerat sig via en semifinal i U17-EM. Den 21 man stora VM-truppen inkluderade samtliga 18 spelare som deltagit i EM tidigare samma år.

## Spelartruppen
| Namn                       | Position    | Klubblag        | Noteringar |
| 1. Sixten Mohlin           | Målvakt     | Malmö FF        |            |
| 2. Jakob Bergman           | Försvarare  | IFK Göteborg    |            |
| 3. Ali Suljic              | Försvarare  | Motala AIF      |            |
| 4. Sebastian Ramhorn       | Försvarare  | Kalmar FF       |            |
| 5. Johan Ramhorn           | Försvarare  | Kalmar FF       |            |
| 6. Noah Sonko Sundberg     | Försvarare  | AIK             |            |
| 7. Linus Wahlqvist         | Försvarare  | IFK Norrköping  |            |
| 8. Elias Andersson         | Mittfältare | Helsingborgs IF |            |
| 9. Valmir Berisha          | Anfallare   | Halmstads BK    |            |
| 10. Erdal Rakip            | Mittfältare | Malmö FF        |            |
| 11. Anton Salétros Jönsson | Mittfältare | AIK             |            |
| 12. Hampus Strömgren       | Målvakt     | Mjällby AIF     |            |
| 13. Viktor Nordin          | Mittfältare | Hammarby IF     |            |
| 14. Isak Ssewankambo       | Mittfältare | Chelsea         |            |
| 15. Gentrit Citaku         | Mittfältare | IFK Norrköping  |            |
| 16. Gustav Engvall         | Anfallare   | IFK Göteborg    |            |
| 17. Mirza Halvadzic        | Mittfältare | Malmö FF        |            |
| 18. Christer Lipovac       | Anfallare   | Karlslunds IF   |            |
| 19. Linus Fridolf          | Försvarare  | Trelleborgs FF  |            |
| 20. Carlos Strandberg      | Anfallare   | BK Häcken       |            |
| 21. Tim Erlandsson         | Målvakt     | Halmstads BK    |            |